# Lean On
Lean On è un singolo del gruppo musicale statunitense Major Lazer e del DJ francese DJ Snake, pubblicato il 2 marzo 2015 come primo estratto dal terzo album in studio dei Major Lazer Peace Is the Mission.
Il brano è stato eseguito con la collaborazione della cantante danese MØ.

## Video musicale
Il video musicale, diretto da Tim Erem, è stato girato nel dicembre 2014 agli ND Studios di Karjat, in India anche se alcune scene sono state girate presso il municipio di Stoccolma. Il video è stato pubblicato il 23 marzo 2015 e ad oggi, ha totalizzato più di tre miliardi di visualizzazioni su YouTube.

## Tracce
Digital download
1. Lean On (feat. MØ and DJ Snake) – 2:56

Remix digital download
1. Lean On (Dillon Francis and Jauz Remix) (feat. MØ and DJ Snake) – 4:38
2. Lean On (CRNKN Remix) (feat. MØ and DJ Snake) – 3:24
3. Lean On (Ephwurd and ETC!ETC! Remix) (feat. MØ and DJ Snake) (US non-enter) – 3:18
4. Lean On (Fono Remix) (feat. MØ and DJ Snake) – 5:09
5. Lean On (Malaa Remix) (feat. MØ and DJ Snake) – 6:17
6. Lean On (Moska Remix) (feat. MØ and DJ Snake) – 4:07
7. Lean On (Daktyls Interlude Edit) (feat. MØ and DJ Snake) – 1:56
8. Lean On (Tiësto and MOTi Remix) (feat. MØ and DJ Snake) – 4:56
9. Lean On (J Balvin and Farruko Remix) – 3:51

## Successo commerciale
Lean On è stato un successo commerciale globale. Negli Stati Uniti, ha debuttato nella parte inferiore della Billboard Hot 100 ad aprile 2015. La canzone più tardi ha raggiunto la numero quattro, restando, sino al 29 agosto, dieci settimane nella top ten. Questo brano rende a Major Lazer e MØ la hit più famosa nel Paese. A oggi ha venduto oltre 10 milioni di copie solo negli Stati Uniti.
Nel Regno Unito, il singolo ha debuttato alla numero 38 nella UK Singles Chart. Il brano è entrato nella top ten tre settimane più tardi, prima di raggiungere il secondo posto a giugno. La canzone è rimasta dodici settimane non consecutive nella top ten, diventando una delle poche canzoni nel corso del 2015 a stazionare per più di dieci settimane nella top 10. Altrove, in Australia, Danimarca, Finlandia, Ungheria, Irlanda, Nuova Zelanda e in Norvegia, il brano ha raggiunto la vetta. In Svezia è stato un vero e proprio successo discografico: nonostante non abbia raggiunto la prima posizione, ha venduto oltre 240 000 copie nel Paese, ottenendo la certificazione di platino per sei volte.

## Classifiche

### Classifiche settimanali
| Classifica (2015) | Posizione massima |
| ----------------- | ----------------- |
| Australia         | 1                 |
| Austria           | 3                 |
| Belgio (Fiandre)  | 2                 |
| Belgio (Vallonia) | 3                 |
| Canada            | 3                 |
| Corea del Sud     | 29                |
| Danimarca         | 1                 |
| Finlandia         | 1                 |
| Francia           | 2                 |
| Germania          | 4                 |
| Irlanda           | 1                 |
| Italia            | 3                 |
| Libano            | 1                 |
| Lussemburgo       | 1                 |
| Messico           | 1                 |
| Norvegia          | 3                 |
| Nuova Zelanda     | 1                 |
| Paesi Bassi       | 1                 |
| Polonia           | 2                 |
| Portogallo        | 15                |
| Regno Unito       | 2                 |
| Repubblica Ceca   | 3                 |
| Slovenia          | 8                 |
| Spagna            | 2                 |
| Stati Uniti       | 4                 |
| Svezia            | 2                 |
| Svizzera          | 1                 |

### Classifiche di fine anno
| Classifica (2016) | Posizione |
| ----------------- | --------- |
| Brasile           | 37        |
| Classifica (2024) | Posizione |
| Estonia           | 185       |